# Tamara Davydenko
Tamara Viktorovna Davydenko est une rameuse biélorusse née le 8 juin 1975 à Pinsk.

## Biographie
Elle dispute les épreuves d'aviron aux Jeux olympiques d'été de 1996 à Atlanta où elle remporte une médaille de bronze en huit.

## Palmarès

### Jeux olympiques
- Jeux olympiques d'été de 1996 à Atlanta
  -  Médaille de bronze en huit

### Championnats du monde
- Championnats du monde d'aviron 1995 à Tampere
  -  Médaille de bronze en quatre sans barreur